# Землетрус 2 грудня 1611 року (Санріку)
Землетрус Кейте (яп. 慶長三陸地震) — сильний землетрус періоду Едо. За даними сейсмологів землетрус був у 8,1 балів за шкалою Ріхтера і стався 2 грудня 1611 року об 11:00 (приблизно) годині за японським часом. Найбільше постраждали міста префектури Івате, зокрема місто Санріку.